# 積·笠臣
莊·笠臣（英語：John Robson，1860年5月24日—1922年1月11日），已故英格蘭足球領隊，曾擔任米杜士堡、水晶宫和白禮頓的全職秘書領隊，以及曼聯領隊  。

## 執教生涯
笠臣在米杜士堡開始執教生涯，周薪3英鎊，出於經濟考慮，他拒絕隨隊作客比賽。盡管他節儉，他仍然帶領球會從北部聯賽的業餘球隊成長至甲組聯賽的職業球會。他也是水晶宮第一任領隊，1907年帶領球會作客聖占士公園球場擊敗紐卡素，創造足總盃史上最大爆冷之一    。後來，他執教白禮頓，並在曼聯開創成為領隊的理念。1921年10月，他因健康欠佳辭去曼聯領隊一職 ，1922年1月11日因肺炎去世。

## 評價
莊‧笠臣給人們留下（米杜士堡）第一印象，並為後來更知名、更著名的名字鋪平道路。
笠臣對白禮頓的貢獻永遠無法只用金錢來衡量。他讓球隊聲名大噪，將球會從一支中游球隊打造成南部聯賽冠軍、西部聯賽冠軍、聯合聯賽冠軍、南部職業慈善盃冠軍，最終成為英格蘭冠軍。
雖然，笠臣的任期並未帶來重大成功，但在他的領導下，曼聯度過了艱難的戰爭年代和戰後重建時期。他能夠在如此動盪的時期讓球會維持運轉，證明他在球會歷史上的重要性。

## 執教生涯數據
| 球隊     | 由         | 至         | 紀錄 | 紀錄 | 紀錄 | 紀錄 | 紀錄  |
| 球隊     | 由         | 至         | 場數 | 勝   | 和   | 負   | 勝率  |
| -------- | ---------- | ---------- | ---- | ---- | ---- | ---- | ----- |
| 米杜士堡 | 1899年5月  | 1905年5月  | 215  | 82   | 86   | 47   | 38.14 |
| 水晶宮   | 1905年8月  | 1907年4月  | 77   | 35   | 18   | 24   | 45.45 |
| 白禮頓   | 1908年8月  | 1914年5月  | 14   | 5    | 6    | 3    | 35.71 |
| 曼聯     | 1914年12月 | 1921年10月 | 139  | 41   | 42   | 56   | 29.5  |
| 總共     | 總共       | 總共       | 445  | 163  | 152  | 130  | 36.63 |

## 榮譽

### 領隊生涯
白禮頓 
- 南部甲組聯賽：1909–10
- 慈善盾：1910